# Cucullia scopariae
Cucullia scopariae är en fjärilsart som beskrevs av Dorfm. 1853. Cucullia scopariae ingår i släktet Cucullia och familjen nattflyn. Inga underarter finns listade i Catalogue of Life.